# Allodaposuchus
Allodaposuchus – rodzaj krokodylomorfa z grupy Eusuchia żyjącego w późnej kredzie (kampan-mastrycht) na terenach Europy (Hiszpania, Rumunia, Francja). Fragmentaryczne szczątki odnalezione w Valioara, w basenie Hațeg w Rumunii, początkowo zidentyfikowano jako należące do gatunku Crocodilus affuvelensis Matheron, 1869, którego szczątki znaleziono we Francji. Oba gatunki uznawano za synonimy, jednak C. affuvelensis w 2008 roku został przeniesiony do odrębnego rodzaju Massaliasuchus.
W 2001 roku opisano kompletną czaszkę pochodzącą z mastrychtu Oarda de Jos w Rumunii. Analiza filogenetyczna przeprowadzona wówczas przez Angelę Buscalioni i współpracowników zasugerowała, że Allodaposuchus jest taksonem siostrzanym krokodyli. W 2008 roku Jeremy Martin opisał odnalezione we Francji skamieniałości, które przypisał do rodzaju Allodaposuchus. Według Martina rodzaj ten ma w rzeczywistości bardziej zaawansowaną pozycję filogenetyczną niż w badaniach Buscalioni i in. i może należeć do grupy Alligatoroidea, jednak jego pokrewieństwo z innymi bazalnymi aligatoroidami, takimi jak Leidyosuchus, Diplocynodontinae oraz bazalnymi przedstawicielami kladu Globidonta pozostaje niejasne. Z kolei według kolejnej analizy przeprowadzonej przez Buscalioni i współpracowników (2011), Allodaposuchus jest taksonem siostrzanym dla grupy Hylaeochampsidae, zaś klad Allodaposuchus + Hylaeochampsidae jest siostrzany dla Crocodylia. Analiza filogenetyczna przeprowadzona przez Puértolas-Pascuala, Canudo i Moreno-Azanzę (2013) potwierdziła bliskie pokrewieństwo Allodaposuchus i Hylaeochampsidae oraz bliskie pokrewieństwo obu tych taksonów z Crocodylia; ponadto autorzy ci na podstawie skamieniałej czaszki odkrytej w osadach późnokredowej (późny mastrycht) hiszpańskiej formacji Conqués opisali drugi gatunek należący do rodzaju Allodaposuchus, A. subjuniperus. Narváez i współpracownicy (2016) przenieśli jednak A. subjuniperus do odrębnego rodzaju Agaresuchus. W latach 2014–2015 opisane zostały kolejne dwa gatunki z rodzaju Allodaposuchus żyjące w mastrychcie na obszarze dzisiejszej Hiszpanii: A. palustris i A. hulki.